# Jennifer Smit (kunsthistoricus)
Jennifer Smit (Willemstad (Curaçao), 1951) is een Curaçaos kunsthistoricus.

## Leven en werk
Smit is een dochter van architect Ben Smit en Zita Moreno. Ze werd geboren in het Sint-Elisabeth Hospitaal, dat deels door haar vader was ontworpen. Smit kwam in haar jeugd thuis met kunst in aanraking, en tijdens de tekenlessen op de middelbare school was er aandacht voor de geschiedenis van de kunst. Het stimuleerde haar om te kiezen voor de richting kunstgeschiedenis. In 1981 studeerde ze af aan de Universiteit van Amsterdam. Ze baatte in die jaren ook in Amsterdam een galerie met Caribische kunst uit. In 1990 gaf ze een aantal lezingen aan de Universiteit van de Nederlandse Antillen. Ze besteedde daarin aandacht aan de oudere Pablo Picasso (bijvoorbeeld Les Demoiselles d'Avignon), werk van Cobra en Piet Mondriaan.
Smit werkte als curator voor onder andere het Rijksinstituut voor oorlogsdocumentatie en het Rijksmuseum Amsterdam. In 1996 publiceerde ze een boek over monumenten, gedenktekens en standbeelden van de Nederlandse Antillen dat gezien wordt als een standaardwerk. In 1999 was ze hoofdcurator van Arte 99 op Curaçao. Ze werkte met Adi Martis rond 2000 aan 2001 Arte, het eerste overzichtswerk van de geschiedenis van de beeldende kunst van de Nederlandse Antillen. In 2003 ontving zij de Cola Debrotprijs, een Curaçaose cultuurprijs. Een door haar en Felix de Rooy ingerichte tentoonstelling Antepasado di Futuro: Curaçao Classics - Visual Arts 1900-2010 leidde in 2012 tot een boek onder dezelfde titel.
Smit werd in 2014 gezien als schutsvrouw en hoedster van de Curaçaose kunst omdat ze erover publiceerde en culturele wandelingen leidde. In het Curaçaosch Museum richtte ze de tentoonstelling Exploring the past to envisage the future in, een tentoonstelling ter gelegenheid van de viering van 150 jaar afgeschafte slavernij (kunstenaarskijk op slavernij). Ook schrijft zij kunstartikelen voor het Antilliaans Dagblad.

## Publicaties
- 1996 Monumenten en standbeelden van de Nederlandse Antillen. Curaçao: Smit. ISBN 978-99904-0-187-5
- 2012 Antepasado di Futuro, Curacao Classics – Visual Arts 1900-2010. Met Felix de Rooy.